# Coslada
Coslada ist eine Stadt in der spanischen Region Madrid. Sie liegt rund 13 km östlich des Stadtzentrums von Madrid unmittelbar südlich des Flughafens Barajas. Coslada hat 80.760 Einwohner (Stand: 2024), die Gemeindefläche umfasst 12 km².
Die Gemeinde hat erst in jüngster Zeit durch die Nähe des Flughafens an Größe und Bedeutung zugenommen. Noch 1960 lebten in der Gemeinde lediglich 3.695 Einwohner. Coslada ist dementsprechend vor allem durch Neubauten geprägt. Die Stadt ist in das Nahverkehrsnetz Madrids eingebunden: Die Hauptdurchgangsstraßen N-II, M 40 und M 45 verlaufen durch Coslada, das 2007 auch Anschluss an das Metronetz bekommen hat (Linie 7).
Im Mai 2008 wurde Coslada im Zuge eines Polizeiskandals international bekannt, als 30 Beamte der Gemeindepolizei – ein Fünftel des Personalstandes – wegen des Verdachts der organisierten Schutzgelderpressung und des Drogenhandels festgenommen wurden.

## Wirtschaft
Wegen der Flughafennähe und eines großen Frachtterminals befinden sich hier viele Speditionen und auch die großen Paketdienste haben hier ihre Umschlagdepots. Zusätzlich befindet sich in Coslada ein Logistikzentrum des Onlinehändlers Amazon.

## Persönlichkeiten
- Dani Parejo (* 1989), Fußballspieler